# Municipio de Madison (Míchigan)
El municipio de Madison (en inglés, Madison Charter Township) es un municipio del condado de Lenawee, Míchigan, Estados Unidos. Tiene una población estimada, a mediados de 2022, de 8131 habitantes.

## Geografía
Está ubicado en las coordenadas 41°51′10″N 84°4′23″O / 41.85278, -84.07306. Según la Oficina del Censo de los Estados Unidos, tiene una superficie total de 79.34 km², de los cuales 78.68 km² corresponden a tierra firme y 0.66 km² están cubiertos de agua.

## Demografía
Según el censo de 2020, en ese momento había 8439 personas residiendo en la zona. La densidad de población era de 107.3 hab./km². El 74.38 % de los habitantes eran blancos, el 14.56 % eran afroamericanos, el 0.71 % eran amerindios, el 0.62 % eran asiáticos, el 0.01 % era isleño del Pacífico, el 2.44 % eran de otras razas y el 7.28 % eran de una mezcla de razas. Del total de la población, el 10.49 % eran hispanos o latinos de cualquier raza.